# Ida Beltoft
Ida Beltoft, född 12 oktober 1897 i Løgstør, död där i oktober 1988, var en dansk författare.
Hon var ett av tre barn till Laurits och Kristine Beltoft. Hon var ogift och hade inga barn.